# Rotary Variable Differential Transformer
Un RVDT (de l'anglais Rotary Variable Differential Transformer) est un capteur électrique actif (inductif) de déplacements de rotation. Le débattement est en général limité jusqu'à +/- 40°.

## Principe
Un RVDT est composé le plus souvent d'un paquet de tôles (stator) bobiné, et d'un paquet de tôles non bobiné, à 2 pôles saillants (rotor).
Il fonctionne sur le principe du transformateur. Un bobinage primaire sur le stator alimenté par une tension alternative U0 produit un champ magnétique alternatif. Deux bobinages secondaires, eux aussi, sur le stators produisent alors des tensions induites U1 et U2 dépendant de la position du rotor alpha.
La relation entre les tensions et l'angle mécanique du rotor est donnée sur la plage de linéarité par :
{\displaystyle U_{1}=k.\alpha +U_{0}}
{\displaystyle U_{2}=-k.\alpha +U_{0}}
L'angle mesuré par le capteur est donné par :
{\displaystyle \alpha _{meas}={\frac {k'.(U_{1}-U_{2})}{(U_{1}+U_{2})}}}
La particularité du RVDT est de s'affranchir des rapports de transformation entre l'alimentation et les coefficients k et U0. En effet l'angle est donné par un rapport entre les tensions, ce qui le rend moins sensibles aux variations (résistance (variant à cause de la température), tension d'entrée, fréquence).
De par leur design, les RVDT ne peuvent mesurer que sur un débattement limité. Le plus souvent jusqu'à +/-40°. Certaines modèles peuvent aller jusqu'à +/- 60°. D'autres types de RVDT peuvent être composés de deux armatures (le rotor et le stator) bobinés.
Les performances d'un RVDT, outre son alimentation, sa consommation, ou encore son rapport de transformation, sont surtout données par sa linéarité (précision angulaire). La linéarité est le plus souvent donnée en % d'erreur rapportée à la pleine échelle (largeur de la plage angulaire, souvent 70° ou 80°).
Ainsi :
{\displaystyle Erreur\%={\frac {1}{100}}*{\frac {(AngleMesure-AngleMecanique)}{PleineEchelle}}}

Typiquement l'erreur sur +/- 40° est de 0,5 %.
Une variante du RVDT est le RVT (appelé encore potentiomètre inductif). Il n'a qu'un bobinage secondaire fournissant une tension proportionnelle à l'angle du rotor :
{\displaystyle \alpha _{meas}=k.\alpha }

## Applications
Du fait de leur débattement de mesure limité, les capteurs RVDT ne sont utilisés que pour mesurer de petits déplacement angulaires, ne nécessitant pas de précision de mesure trop importante.
Comme la plupart des capteurs inductifs les RVDT sont des capteurs robustes qui peuvent être utilisés dans des environnements sévères (température, radiations, poussières...). En outre le rotor du RVDT ne contenant pas de bobinage, il n'a pas besoin d'un système balais-collecteur qui est une pièce d'usure.
Les deux tensions de sortie dont la somme est constante permettent de vérifier l'état de fonctionnement et donc de garantir l'information lue. Du fait de sa simplicité, le RVDT est parfois doublé ou triplé (plusieurs RVDT sur le même arbre mesurant le même angle) afin d'avoir une redondance de la mesure.
Les RVDT sont utilisés par exemple en aéronautique pour mesurer la position d'une vanne, ou d'une commande de vol.